# Gemeindezentrum Von der Auferstehung Christi

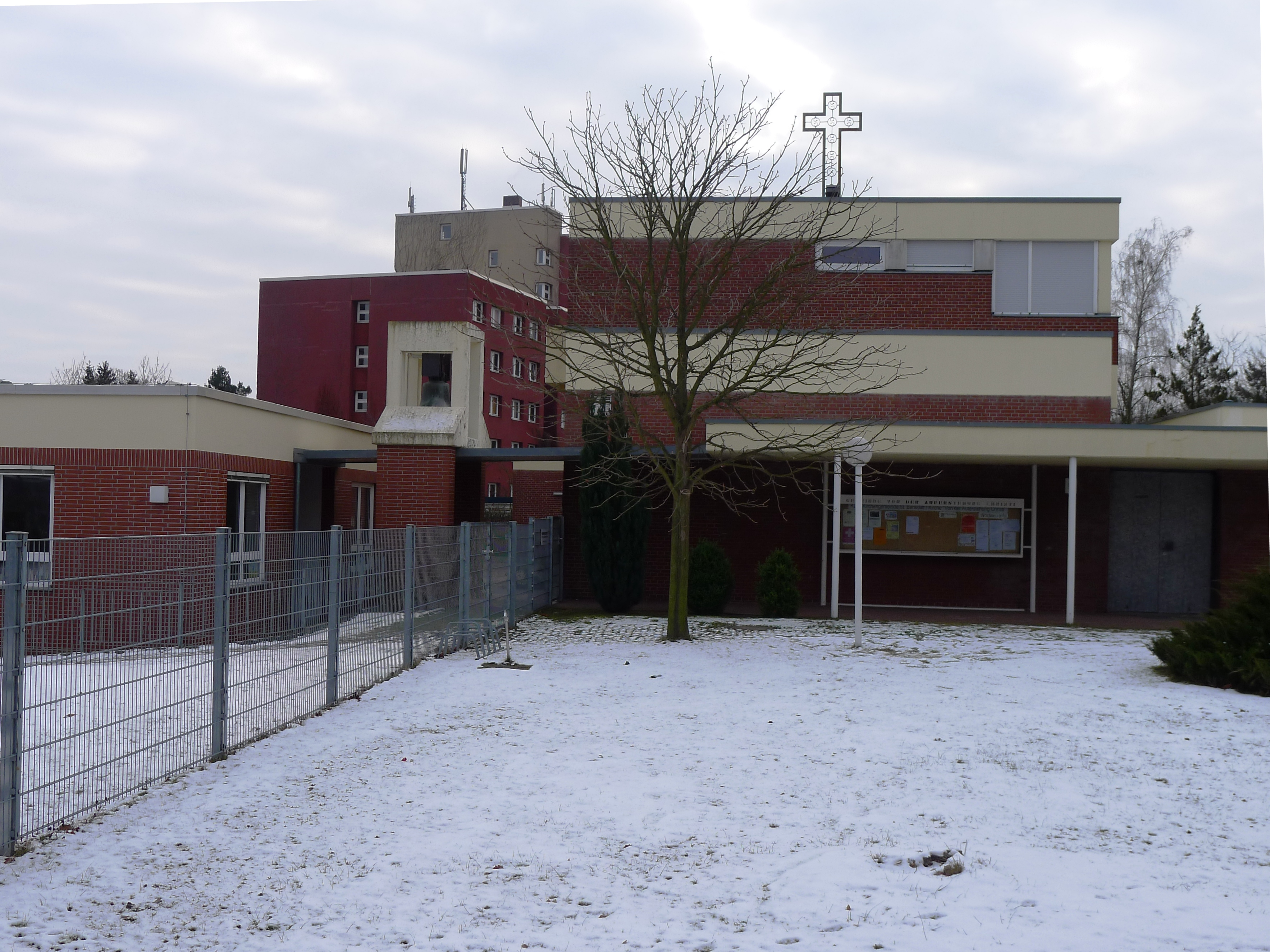
Das inzwischen ehemalige Gemeindezentrum Von der Auferstehung Christi, 2013

Das vormalige römisch-katholische Gemeindezentrum Von der Auferstehung Christi im Berliner Ortsteil Lankwitz des Bezirks Steglitz-Zehlendorf wurde 2014 an die Äthiopisch-Orthodoxe Kirche in Deutschland veräußert und wird seither als Kirche St. Immanuel von der gleichnamigen Gemeinde genutzt. Das am Kamenzer Damm 66 Ecke Halbauer Weg 15 gelegene Gebäude wurde nach den Plänen des Architekten Günter Maiwald (1919–1996) errichtet und 1970 eingeweiht, beheimatet weiterhin die katholische Kindertagesstätte Von der Auferstehung Christi.

## Geschichte
Die Kuratie Von der Auferstehung Christi wurde am 1. April 1970 als jüngste katholische Gemeinde für ein neues Wohngebiet in Lankwitz gegründet. Das Kirchengebäude wurde am 28. Juni 1970 eingeweiht. Die Gemeinde wurde 1971 zur Pfarrei erhoben. Am 1. Mai 2004 wurde sie aufgehoben und mit der Steglitzer Gemeinde St. Johannes Evangelist und der Lankwitzer Gemeinde St. Benedikt unter der Bezeichnung St. Benedikt fusioniert. Die Gottesdienststätte am Kamenzer Damm blieb bis 2014 erhalten und wurde im Zuge von Sparmaßnahmen aufgegeben; der Abschlussgottesdienst fand am 23. November 2014 statt.
Im Jahr 2014 wurde das Kirchengebäude an die Äthiopisch-Orthodoxe Tewahedo-Kirchengemeinde St. Immanuel zu Berlin-Brandenburg veräußert und wird seither von der Kirchengemeinde St. Immanuel genutzt. Die Kindertagesstätte Von der Auferstehung Christi der katholischen Kirchengemeinde St. Benedikt an gleicher Stelle besteht unverändert fort (Stand Juni 2016).

## Baubeschreibung
Der dreiflügelige, mit Flachdächern bedeckte Gebäudekomplex besteht aus dem Gebäudetrakt für den Gemeindesaal und zwei weiteren für Gemeinde- und Pfarrhaus. Das Äußere ist durch die mehrgliedrigen Baukörper, ihre Abschlüsse mit einer Attika und die Anordnung der Fenster gegliedert. Das Tragwerk des Stahlbetonskelettbau ist in Sichtbeton ausgeführt, die Wände in roten Ziegeln.
Das Treppenhaus ist turmähnlich gestaltet und mit einem Satteldach versehen. Den Altar entwarf Paul Brandenburg.